# Длабочица (Старо Нагоричане)
Длабочица је насеље у Северној Македонији, у североисточном делу државе. Длабочица припада општини Старо Нагоричане.

## Географија
Длабочица је смештена у североисточном делу Северне Македоније, на самој граници са Србијом. Од најближег града, Куманова, село је удаљено 35 km североисточно.
Село Длабочица се налази у историјској области Козачија, на висовима Германске планине, на око 1000 метара надморске висине.
Месна клима је планинска због знатне надморске висине.

## Становништво
Длабочица је према последњем попису из 2002. године имала 51 становника.
Огромна већина становништва у насељу су етнички Македонци (100%).
Претежна вероисповест месног становништва је православље.